# Vaguada monzónica

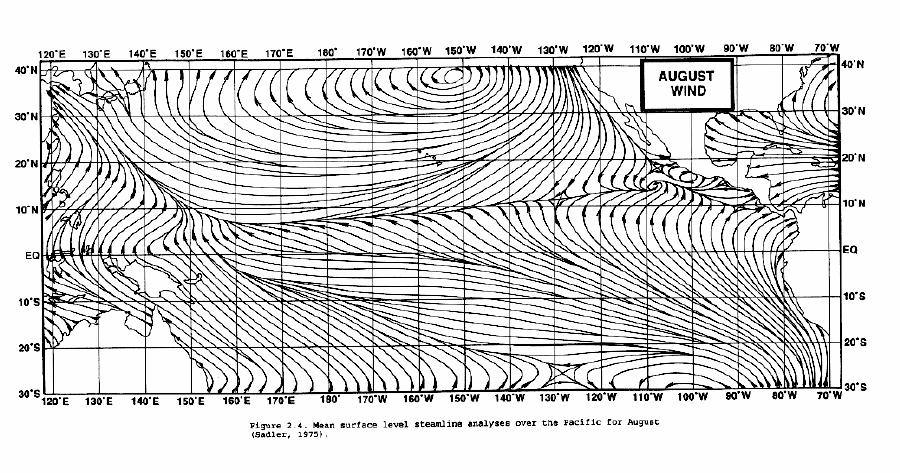
Posición en agosto de la ZCIT y la vaguada monzónica en el Océano Pacífico, representada por el área de líneas de corriente convergentes en el Pacífico norte.

La vaguada monzónica es una zona de convergencia entre los patrones de viento de los hemisferios sur y norte. Es una porción de la Zona de Convergencia Intertropical en el Pacífico Occidental, y se representa mediante una línea en un mapa meteorológico que muestra las ubicaciones de la presión mínima a nivel del mar.
Los vientos monzónicos del oeste se encuentran en su parte ecuatorial, mientras que los vientos alisios del este se encuentran en la parte polar de la depresión. Justo a lo largo de su eje se producen lluvias torrenciales que marcan el punto álgido de la estación lluviosa de cada lugar. La vaguada monzónica contribuye a la creación de muchos de los bosques tropicales del mundo.
El término vaguada monzónica se utiliza sobre todo en las regiones monzónicas del Pacífico occidental, como Asia y Australia. La migración de la vaguada monzónica/ITCZ hacia una masa continental anuncia el comienzo de la estación lluviosa anual durante los meses de verano. En las proximidades de la vaguada monzónica suelen formarse depresiones y ciclones tropicales capaces de producir en cuestión de días precipitaciones equivalentes a las de un año.

## Movimiento y fuerza

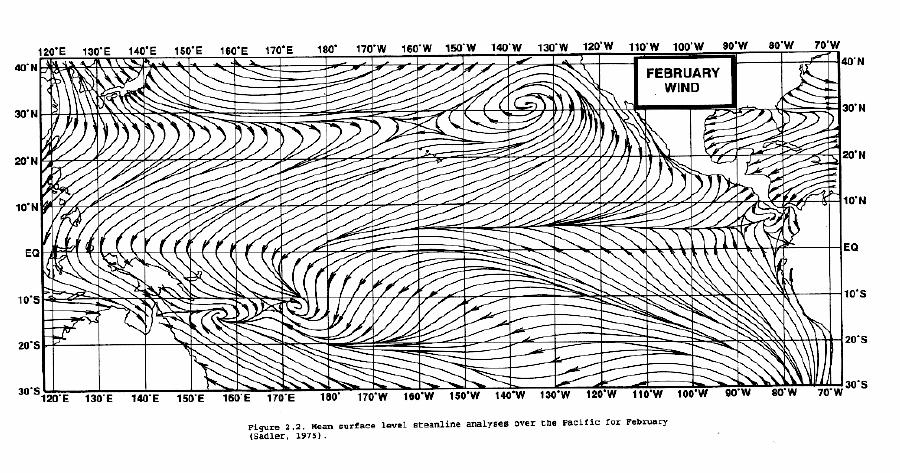
Posición en febrero de la ZCIT y la vaguada monzónica en el Océano Pacífico, representada por la zona de líneas de corriente convergentes frente a la costa de Australia y en el Pacífico oriental ecuatorial.

La vaguada monzónica del Pacífico occidental alcanza su cenit en latitud a finales del verano, cuando la dorsal invernal en superficie del hemisferio opuesto es más fuerte. Puede alcanzar el paralelo 40 en Asia oriental en agosto y el paralelo 20 en Australia en febrero. Su progresión hacia el polo se acelera con la llegada del monzón de verano, que se caracteriza por el desarrollo de una presión atmosférica más baja sobre la parte más cálida de los distintos continentes. En el hemisferio sur, la vaguada monzónica asociada al monzón australiano alcanza su latitud más meridional en febrero, orientada a lo largo de un eje oeste-noroeste/este-sureste. Las barreras montañosas orientadas norte-sur, como las Rocosas y los Andes, y los grandes macizos, como la meseta del Tíbet, también influyen en el flujo atmosférico.

### Efecto de las olas de viento
Los aumentos de la vorticidad relativa, o giro, con la vaguada monzónica son normalmente producto de un aumento de la convergencia del viento dentro de la zona de convergencia de la vaguada monzónica. Las olas de viento pueden provocar este aumento de la convergencia. Un fortalecimiento o movimiento hacia el ecuador en la dorsal subtropical puede causar un fortalecimiento de una vaguada monzónica a medida que una marejada de viento se desplaza hacia la ubicación de la vaguada monzónica. Como los frentes se mueven a través de los subtrópicos y trópicos de un hemisferio durante su invierno, normalmente como líneas de cizalladura cuando su gradiente de temperatura se hace mínimo, las marejadas de viento pueden cruzar el ecuador en regiones oceánicas y reforzar una vaguada monzónica en el verano del otro hemisferio. Una forma clave de detectar si una marejada de viento ha alcanzado una vaguada monzónica es la formación de una ráfaga de tormentas eléctricas dentro de la vaguada monzónica.

### Depresiones monzónicas

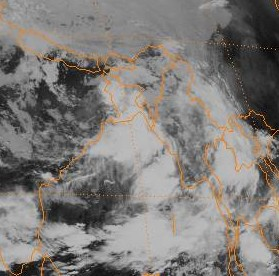
Depresión monzónica cerca de Bangladés

Si se forma una circulación dentro de la vaguada monzónica, puede competir con la baja térmica vecina sobre el continente, y se producirá una marejada en su periferia. Una circulación de este tipo, amplia por naturaleza, dentro de una vaguada monzónica se conoce como depresión monzónica. En el hemisferio norte, las depresiones monzónicas son generalmente asimétricas, y tienden a tener sus vientos más fuertes en su periferia oriental. Vientos ligeros y variables cubren una gran área cerca de su centro, mientras que bandas de chubascos y tormentas se desarrollan dentro de su área de circulación.
La presencia de una corriente en chorro de nivel superior hacia el polo y el oeste del sistema puede potenciar su desarrollo al aumentar la divergencia del aire en el aire sobre la depresión monzónica, lo que provoca el correspondiente descenso de la presión en superficie. Aunque estos sistemas pueden desarrollarse sobre tierra, las partes exteriores de las depresiones monzónicas son similares a los ciclones tropicales. En la India, por ejemplo, entre 6 y 7 depresiones monzónicas atraviesan el país cada año, y su número en el Golfo de Bengala aumenta durante los meses de julio y agosto de El Niño. Las depresiones monzónicas son eficientes productoras de precipitaciones y pueden generar un año de lluvias cuando atraviesan zonas más secas, como el interior de Australia.
Algunos ciclones tropicales reconocidos por los Centros Meteorológicos Regionales Especializados tienen características de depresión monzónica durante toda su vida. El Centro Conjunto de Alerta de Tifones (JTWC) añadió la depresión monzónica como categoría en 2015, y el ciclón Komen es el primer sistema reconocido como depresión totalmente monzónica por el JTWC.

## Roles

### En temporada de lluvias

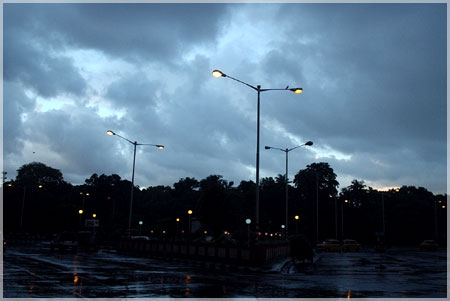
Vista del centro de Calcuta tras una lluvia monzónica.

Dado que la vaguada monzónica es una zona de convergencia en el patrón de vientos y una zona alargada de bajas presiones en superficie, la vaguada concentra la humedad de bajo nivel y se define por una o varias bandas alargadas de tormentas eléctricas cuando se observan imágenes por satélite. Su brusco desplazamiento hacia el norte entre mayo y junio coincide con el inicio del régimen monzónico y de las estaciones lluviosas en el sur y el este de Asia. Esta zona de convergencia se ha relacionado con lluvias intensas y prolongadas en el río Yangtsé y en el norte de China, así como con el inicio de la temporada de lluvias en Australia.

### En ciclogénesis tropical

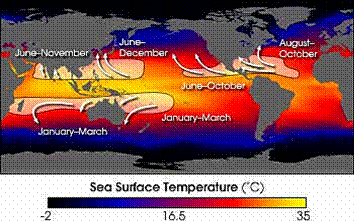
Meses de máxima actividad ciclónica tropical en todo el mundo

Una vaguada monzónica es una importante región de génesis de ciclones tropicales. Los entornos de niveles bajos ricos en vorticidad, con un importante giro a niveles bajos, ofrecen una probabilidad superior a la media de formación de ciclones tropicales debido a su rotación inherente. Esto se debe a que una perturbación preexistente cerca de la superficie con suficiente giro y convergencia es uno de los seis requisitos para la ciclogénesis tropical. Parece haber un ciclo de 15 a 25 días en la actividad de tormentas eléctricas asociadas con la vaguada del monzón, que es aproximadamente la mitad de la longitud de onda de la oscilación Madden-Julian, o MJO. Esto refleja la génesis de ciclones tropicales cerca de estas características, ya que la génesis se agrupa en 2-3 semanas de actividad seguidas de 2-3 semanas de inactividad. Los ciclones tropicales pueden formarse en brotes alrededor de estas características en circunstancias especiales, tendiendo a seguir al siguiente ciclón hacia su polo y oeste.
Siempre que la vaguada monzónica del lado oriental del monzón asiático estival esté en su orientación normal (orientada de este-sureste a oeste-noroeste), los ciclones tropicales situados a lo largo de su periferia se desplazarán con un movimiento hacia el oeste. Si invierte su orientación, orientándose de suroeste a noreste, los ciclones tropicales se desplazarán más hacia el polo. Las trayectorias de los ciclones tropicales en forma de S tienden a asociarse con vaguadas monzónicas de orientación inversa. La zona de convergencia del Pacífico Sur y las zonas de convergencia del Atlántico Sur suelen tener una orientación inversa. Se considera que el hecho de que la vaguada monzónica, o la ZCIT, no se desplace al sur del ecuador en el Océano Pacífico oriental y el Océano Atlántico durante el verano del hemisferio sur, es uno de los factores que provocan que los ciclones tropicales no se formen normalmente en esas regiones. También se ha observado que cuando la vaguada monzónica se sitúa cerca de los 20 grados de latitud norte en el Pacífico, la frecuencia de ciclones tropicales es de 2 a 3 veces mayor que cuando se sitúa más cerca de los 10 grados de latitud norte.